# 74-й гвардейский штурмовой авиационный полк
74-й гвардейский штурмовой Сталинградский Краснознамённый ордена Суворова авиационный полк — авиационная воинская часть ВВС РККА штурмовой авиации в Великой Отечественной войне.

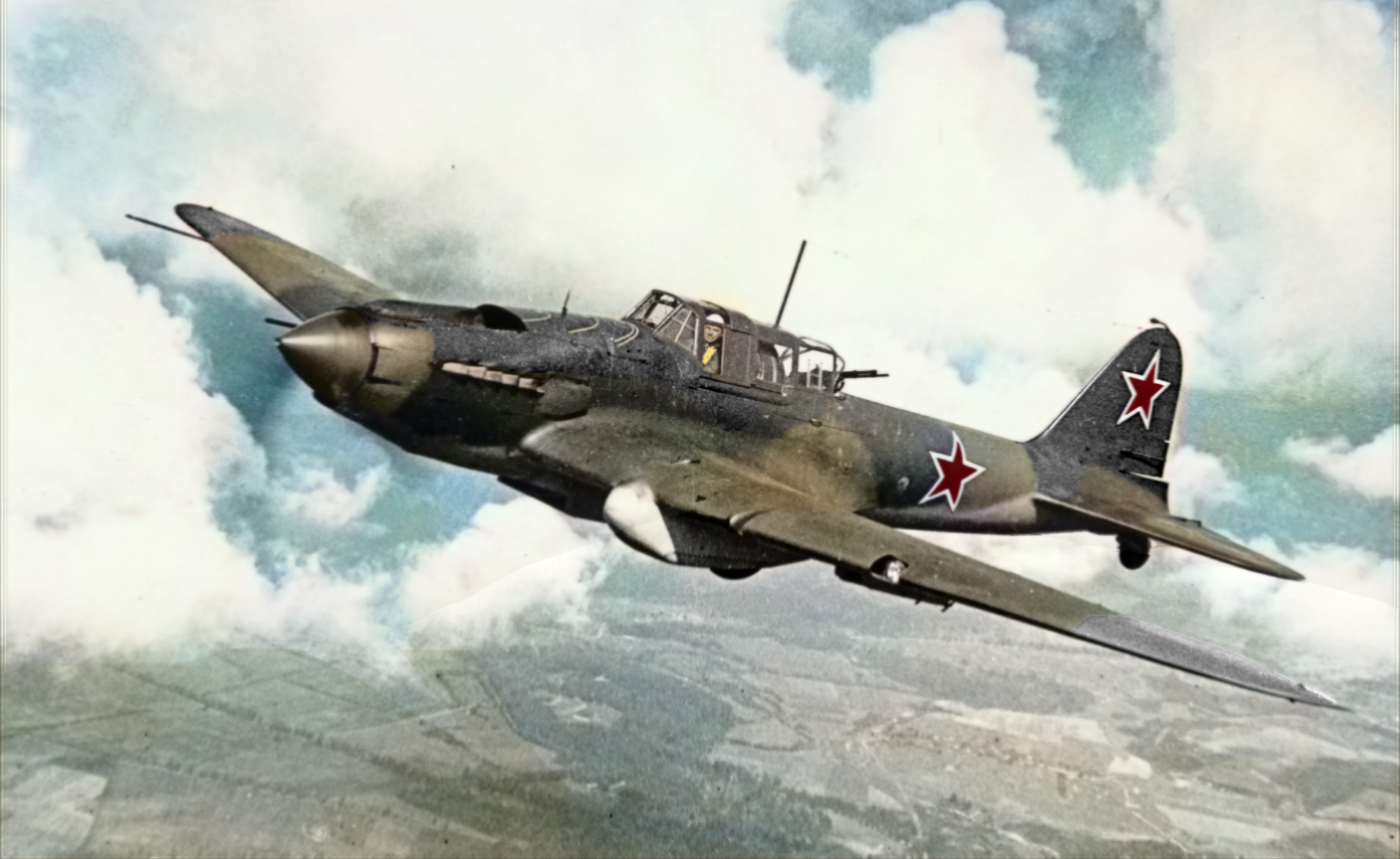
На вооружение полка самолёт Ил-2 поступил в середине сентября 1941 года.

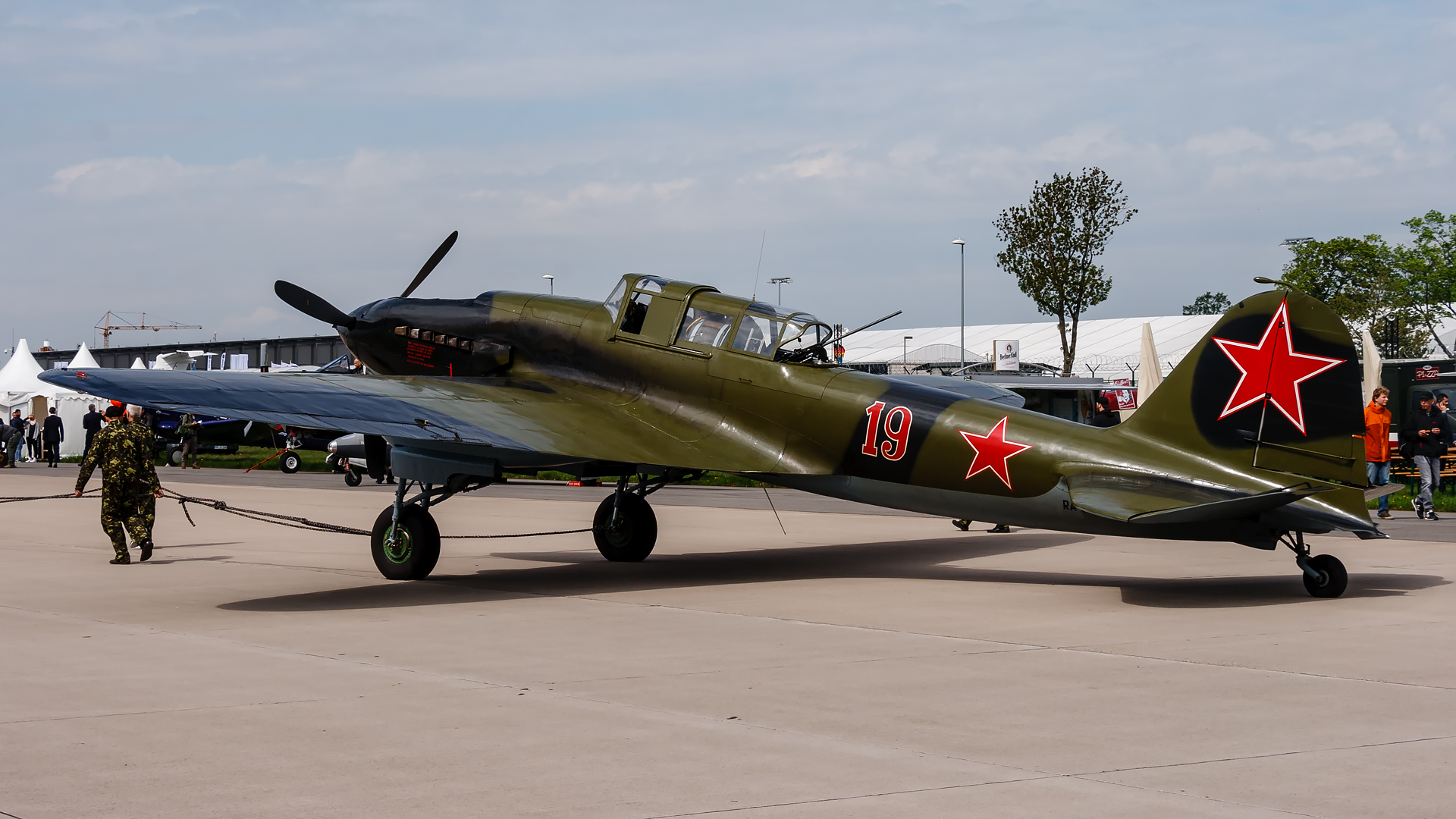
Конструкторы называли разработанный ими штурмовик Ил-2 «летающим танком», пилоты-истребители люфтваффе прозвали его «бетонным самолётом» (нем. Betonflugzeug), солдаты вермахта называли его «чумой» (нем. Schwarzer Tod, дословно: «чёрная смерть»).

## Наименование полка
В различные годы своего существования полк имел наименования:
- 103-й ближнебомбардировочный авиационный полк;
- 103-й бомбардировочный авиационный полк;
- 103-й штурмовой авиационный полк[1][2];
- 504-й штурмовой авиационный полк;
- 74-й гвардейский штурмовой авиационный полк (18.03.1942 г.)[3];
- 74-й гвардейский штурмовой авиационный Сталинградский полк (04.05.1944 г.);
- 74-й гвардейский штурмовой авиационный Сталинградский Краснознамённый полк (06.07.1944 г.);
- 74-й гвардейский штурмовой авиационный Сталинградский Краснознамённый ордена Суворова полк (26.04.1945 г.);
- 74-й гвардейский истребительно-бомбардировочный авиационный Сталинградский Краснознамённый ордена Суворова полк (26.04.1945 г.)[3];
- Войсковая часть (Полевая почта) 15556 (до 18.03.1943 г.)[4]
- Войсковая часть (Полевая почта) 36732.

## История и боевой путь полка
Свою историю полк ведёт от 103-го штурмового авиационного полка, который сформирован на базе 43-й смешанной авиабригады Харьковского военного округа 5 мая 1938 года на основании приказа командующего Харьковского военного округа в городе Харькове на самолётах Су-2. Полк получил наименование 103-й ближнебомбардировочный авиационный полк (именовался также как 103-й бомбардировочный авиационный полк) и вошел в состав 19-й легкобомбардировочной авиабригады Харьковского военного округа.
В августе 1941 года полк убыл с фронта на переформирование и переучивание в состав 1-й запасной штурмовой авиабригады в Воронеж, где получил новые Ил-2. В сентябре 103-й ближнебомбардировочный авиационный полк переименован в 103-й штурмовой авиаполк 2-х эскадрильного состава. На базе остального личного состава полка сформированы 504-й и 565-й штурмовые авиаполки. 25 сентября 1941 года полк убыл в составе 2-х эскадрилий на Крымский участок Закавказского фронта.
Вновь сформированный 504-й штурмовой авиационный полк в середине сентября 1941 года получил 20 самолётов Ил-2 и к концу месяца перебазировался под Ленинград, где вошел в состав 2-й резервной авиагруппы. Свой первый боевой вылет полк совершил 4 октября 1941 года. Всего за время боев на подступах к Ленинграду в полосе действий 52-й, 4-й и 54-й армий летчики полка совершили 201 боевой вылет. Ударами с воздуха штурмовики уничтожили 13 самолётов, 18 танков и 197 автомашин, уничтожили 1620 солдат и офицеров противника. В январе 1942 года направлен в тыл на переформирование в Приволжский военный округ в Чапаевск в состав 12-го запасного авиационного полка 1-й запасной штурмовой авиабригады.
С апреля 1942 года полк полк в составе 8-й ударной авиагруппы Ставки ВГК вел боевые действия на Брянском фронте на елецком направлении. С мая 1942 года полк принимал участие в Харьковском сражении в составе 226-й штурмовой авиадивизии, нанося штурмовые удары по тактическим и оперативным резервам противника на харьковском направлении в районе Моспаново, Волчий Яр, Михайловка, Граково, по танковым группам и переправам на реке Северский Донец, Таволжанка и Старица.
К середине июня 1942 года в боях на Юго-Западном фронте полк понес большие потери, из боевого состава не выводился, был доукомплектован одной эскадрильей с завода (часть летчиков-перегонщиков осталась в полку) и несколькими Ил-2 из 800-го штурмового авиаполка. С 12 июля 1942 года полк в составе 8-й воздушной армии вошел в подчинение Сталинградского фронта и участвовал в Сталинградской битве на котельниковском направлении и в Донбассе.
За проявленные в боях отвагу, стойкость, дисциплину и героизм личного состава Приказом НКО СССР № 128 от 18 марта 1943 года дивизия преобразована в 1-ю гвардейскую штурмовую авиационную дивизию и 4 мая 1943 года удостоена почётного наименования «Сталинградская», полк преобразован в 74-й гвардейский (Директивой Штаба ВВС КА № 512340 от 21.03.43 г.) и ему присвоено почетное наименование «Сталинградский». Гвардейское знамя полку вручено 29 апреля 1943 года.
До конца апреля 1943 года полк в составе 1-й гвардейской штурмовой авиационной дивизии находился в резерве фронта. За это время в частях была проведена большая учебная работа. По итогам боевой учёбы полк добился лучших показателей по стрельбе реактивными снарядами и точности бомбометания. 15 мая 1943 года полк в составе своей дивизии перебазировался на аэродром Матвеевский для содействия прорыву наземными войсками долговременной и сильно укреплённой полосы обороны противника — Миус-фронта. В Донбасской операции полк штурмовал оборонительные позиции немцев на реке Миус. С 17 июля по 1 августа 1943 года лётчики полка совершили 230 боевых самолёто-вылетов. В результате ракетно-бомбовых ударов по переднему краю обороны противника и его ближайшим резервам полк уничтожил и повредил до 260 танков, 14 самолётов на аэродромах, 470 автомашин, 25 цистерн с топливом, 37 повозок с грузами, 17 артиллерийских орудий, 7 зенитных точек и 2 миномётные батареи. Экипажами полка было взорвано и подожжено 5 складов с боеприпасами, 5 складов с другим военным имуществом, вызвано 28 крупных очагов пожара. В воздушных боях враг потерял 11 самолётов, а его потери в живой силе составили до 400 человек. Линия обороны противника была насыщена зенитными средствами, и штурмовики часто получали серьёзные повреждения. Силами собственного технического состава и приданной полку подвижной автомобильной ремонтной мастерской ПАРМ-1 было отремонтировано 49 штурмовиков Ил-2. За успешную боевую работу перед началом наступления войск Южного фронта личному составу 74-го гвардейского штурмового авиационного полка неоднократно объявлялись благодарности от имени Военного Совета Южного фронта, командующего 8-й воздушной армии и командира дивизии.
В ходе Донбасской операции полк содействовал наступлению частей 5-й ударной армии и 4-го механизированного корпуса. В начавшейся 30 января 1944 года Никопольско-Криворожской наступательной операции полк участвовал в ликвидации немецкого плацдарма на левом берегу Днепра у Никополя. Штурмовики действовали настолько эффективно, что после каждого ракетно-бомбового удара советские наземные войска быстро овладевали узлами обороны противника. В апреле 1944 года полк в составе дивизии был переориентирован на крымское направление. В период Крымской операции полк способствовал прорыву вражеской обороны на южном берегу залива Сиваш, обеспечивал быстрое продвижение наземных войск 4-го Украинского фронта к Симферополю, участвовал в освобождении города Севастополя.
После освобождения Крыма полк и 1-я гвардейская штурмовая авиационная дивизия были выведены из состава 8-й воздушной армии и переброшены в Калужскую область. С лета 1944 года и до конца войны полк в составе дивизии сражался на 3-м Белорусском фронте в составе 1-й воздушной армии. В период подготовки Белорусской стратегической операции полк провёл большую учебную работу. Были организованы практические занятия по бомбометанию и ракетным стрельбам, проведена разъяснительная работа среди командиров эскадрилий, состоялись собрания, на которых лётчики обменивались боевым опытом. Результатом проведённой работы стали успешные действия при освобождении Белоруссии. Особенно эффективно действовали гвардейцы во время Витебско-Оршанской операции. Лётчики способствовали прорыву обороны противника на оршанском направлении, громили опорные пункты его обороны, уничтожали колонны отступающих немецких войск. Действуя на участке железной дороги Орша — Борисов, полк умелыми действиями заставили немцев бросить 20 эшелонов с военным имуществом при этом не повредив железнодорожное полотно. В ходе операции «Багратион» полк участвовал в освобождении Борисова, Минска и Гродно. За успешное выполнение заданий командования в боях с немецкими захватчиками, за овладение городом и оперативно важным железнодорожным узлом Орша и проявленные при этом доблесть и мужество полк награждён орденом Красного Знамени.
Успешные действия летчиков дивизии в Белоруссии 5 раз были отмечены в приказах Верховного Главнокомандующего. Во время Мемельской операции полк способствовал овладению городом Расейняй. В Инстербургско-Кёнигсбергской операции полк помогал вводу в прорыв частей 2-го танкового корпуса. В составе дивизии полк взломал немецкую оборону в Восточной Пруссии в районе Гумбиннена, а затем на протяжении всей операции оказывал штурмовую поддержку танковым частям, наступавшим на Кёнигсберг. В дальнейшем полк участвовал в штурме Кёнигсберга и разгроме Земландской группировки противника. На завершающем этапе войны полк принимал участие в овладении городом-крепостью Пиллау.
Закончил войну полк на аэроузле Растенбург (Восточная Пруссия). В составе действующей армии полк находился с 1 октября по 30 декабря 1941 года и с 9 апреля 1942 года по 18 марта 1943 года (как 504-й штурмовой авиационный полк), с 18 марта 1943 года по 12 мая 1944 года и с 8 июня 1944 года по 9 мая 1945 года (как 74-й гвардейский штурмовой авиационный полк).

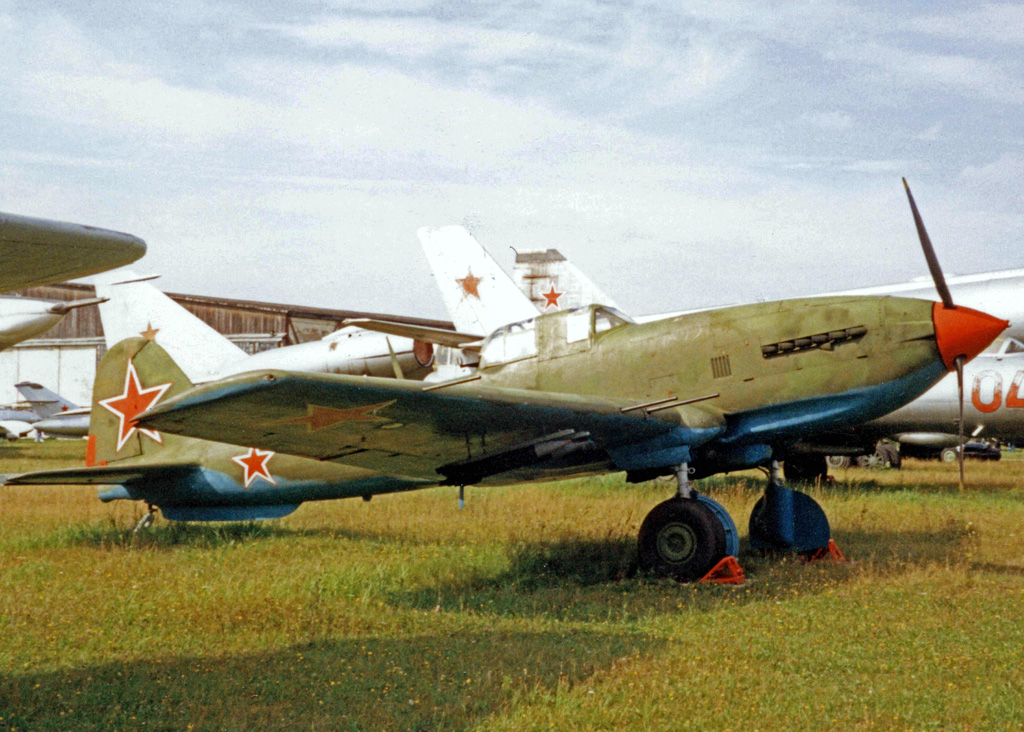
На вооружение полка самолёт Ил-10 начал поступать в 1946 году. На фото Ил-10М в Центральном музее ВВС РФ, Монино.

После войны полк входил в состав 1-й гвардейской штурмовой авиадивизии 1-й воздушной армии Барановичского военного округа до 9 августа 1945 года. С 9 августа 1945 года полк перебазировался на аэродром Лида. С июня 1947 года полк вместе с дивизией вошли в состав 1-го гвардейского штурмового авиакорпуса. С середины 50-х годов полк получил на вооружение МиГ-15 и с 1956 года переименован в 74-й гвардейский истребительно-бомбардировочный авиаполк. В апреле 1960 года 74-й гвардейский и 136-й гвардейский истребительно-бомбардировочные авиационные полки были расформированы в составе дивизии, им на смену пришло три полка из расформированной 311-й истребительно-бомбардировочной авиационной дивизии.

## Командиры полка
- гвардии майор Прутков Степан Дмитриевич, 18.03.1943 — 05.05.1943
- гвардии майор Макаров	Леонид Сергеевич, 06.05.1943 — 26.10.1943
- гвардии майор Панычев Василий Степанович, 28.12.1943 — 04.1944
- гвардии майор, подполковник Смильский Михаил Иванович, 04.1944 — 1946

## В составе объединений
| Дата          | Фронт (округ)               | Армия                            | Корпус                                        | Дивизия                                                                             | Примечания    |
| ------------- | --------------------------- | -------------------------------- | --------------------------------------------- | ----------------------------------------------------------------------------------- | ------------- |
| 05.05.1938 г. | Харьковский военный округ   | ВВС Харьковского военного округа | -                                             | 19-я легкобомбардировочная бригада                                                  |               |
| 22.06.1941 г. | Западный фронт              | ВВС Западного фронта             |                                               |                                                                                     |               |
| 29.06.1941 г. | Западный фронт              | ВВС Западного фронта             |                                               | ВВС 21-й армии                                                                      |               |
| 26.07.1941 г. | Центральный фронт           | ВВС Центрального фронта          |                                               | ВВС 21-й армии                                                                      |               |
| 15.08.1941 г. | Орловский военный округ     | ВВС Орловского военного округа   |                                               | 1-я запасная штурмовая авиационная бригада                                          |               |
| 20.09.1941 г. | Ставка ВГК                  | Оперативная авиационная группа   |                                               | 2-я резервная авиационная группа                                                    |               |
| 01.10.1941 г. | Ленинградский фронт         | ВВС Ленинградского фронта        |                                               | 2-я резервная авиационная группа                                                    |               |
| 20.12.1941 г. | Волховский фронт            | ВВС Волховского фронта           |                                               | 2-я резервная авиационная группа                                                    |               |
| 01.02.1942 г. | Приволжский военный округ   | ВВС Приволжского военного округа |                                               | 1-я запасная штурмовая авиационная бригада 12-й запасной штурмовой авиационный полк |               |
| 09.04.1942 г. | Брянский фронт              | ВВС Брянского фронта             | Ударные авиационные группы СВГК               | 8-я ударная авиационная группа                                                      |               |
| 18.05.1942 г. | Брянский фронт              | ВВС Брянского фронта             |                                               | 226-я штурмовая авиационная дивизия                                                 |               |
| 20.05.1942 г. | Брянский фронт              | 2-я воздушная армия              |                                               | 226-я штурмовая авиационная дивизия                                                 |               |
| 24.05.1942 г. | Юго-Западный фронт          | ВВС Юго-Западного фронта         | -                                             | 226-я штурмовая авиационная дивизия                                                 |               |
| 13.06.1942 г. | Юго-Западный фронт          | 8-я воздушная армия              | -                                             | 226-я штурмовая авиационная дивизия                                                 |               |
| 12.07.1942 г. | Сталинградский фронт        | 8-я воздушная армия              | -                                             | 226-я штурмовая авиационная дивизия                                                 |               |
| 15.09.1942 г. | Юго-Западный фронт          | 8-я воздушная армия              | -                                             | 226-я штурмовая авиационная дивизия                                                 |               |
| 30.09.1942 г. | Сталинградский фронт        | 8-я воздушная армия              | -                                             | 226-я штурмовая авиационная дивизия                                                 |               |
| 31.12.1942 г. | Южный фронт                 | 8-я воздушная армия              | -                                             | 226-я штурмовая авиационная дивизия                                                 |               |
| 18.03.1943 г. | Южный фронт                 | 8-я воздушная армия              | -                                             | 226-я штурмовая авиационная дивизия                                                 |               |
| 18.03.1943 г. | Южный фронт                 | 8-я воздушная армия              | -                                             | 1-я гвардейская штурмовая авиационная дивизия                                       |               |
| 20.10.1943 г. | 4-й Украинский фронт        | 8-я воздушная армия              | -                                             | 1-я гвардейская штурмовая авиационная дивизия                                       |               |
| 12.05.1944 г. | Ставка ВГК                  | 8-я воздушная армия              | -                                             | 1-я гвардейская штурмовая авиационная дивизия                                       |               |
| 08.06.1944 г. | 3-й Белорусский фронт       | 1-я воздушная армия              | -                                             | 1-я гвардейская штурмовая авиационная дивизия                                       |               |
| 09.05.1945 г. | 3-й Белорусский фронт       | 1-я воздушная армия              | -                                             | 1-я гвардейская штурмовая авиационная дивизия                                       |               |
| 09.07.1945 г. | Барановичский военный округ | 1-я воздушная армия              | -                                             | 1-я гвардейская штурмовая авиационная дивизия                                       |               |
| 04.02.1946 г. | Белорусский военный округ   | 1-я воздушная армия              | -                                             | 1-я гвардейская штурмовая авиационная дивизия                                       |               |
| 01.06.1947 г. | Белорусский военный округ   | 1-я воздушная армия              | 1-й гвардейский штурмовой авиационный корпус  | 1-я гвардейская штурмовая авиационная дивизия                                       |               |
| 20.02.1949 г. | Белорусский военный округ   | 26-я воздушная армия             | 60-й гвардейский штурмовой авиационный корпус | 1-я гвардейская штурмовая авиационная дивизия                                       |               |
| 01.08.1956 г. | Белорусский военный округ   | 26-я воздушная армия             |                                               | 1-я гвардейская штурмовая авиационная дивизия                                       |               |
| 01.08.1956 г. | Белорусский военный округ   | 26-я воздушная армия             |                                               | 1-я гвардейская истребительно-бомбардировочная авиационная дивизия                  |               |
| 01.04.1956 г. | Белорусский военный округ   | 26-я воздушная армия             |                                               | 1-я гвардейская истребительно-бомбардировочная авиационная дивизия                  | расформирован |

## Участие в операциях и битвах

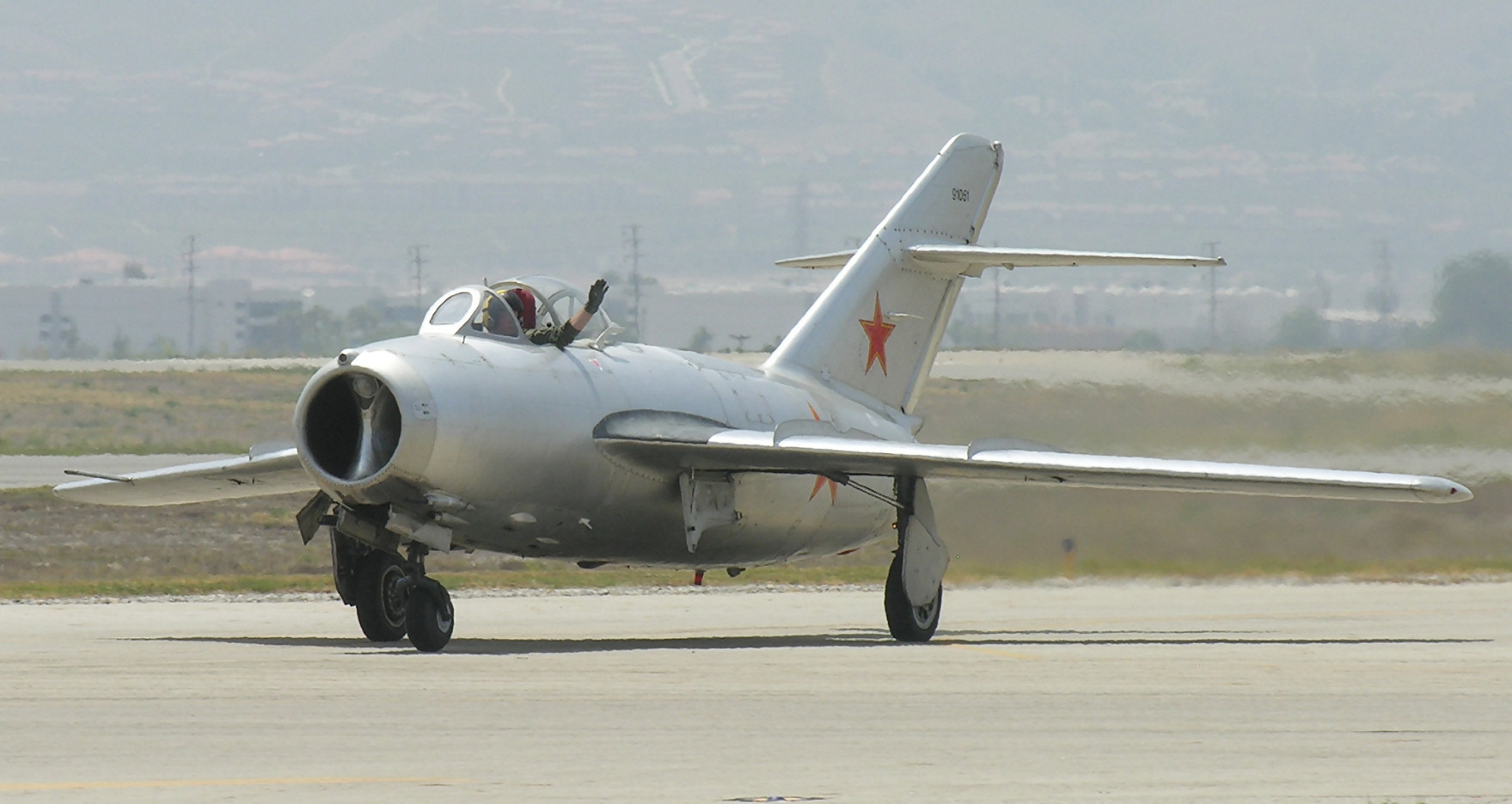
Истребитель МиГ-15 поступил на вооружение полка в середине 50-х годов XX века. Полк стал истребительно-бомбардировочным. На фото показан самолёт МиГ-15, принадлежащий частному лицу, Калифорния, 2007 год.

- Миусская операция — с 17 июля 1943 года по 2 августа 1943 года.
- Донбасская операция — с 13 августа 1943 года по 22 сентября 1943 года.
- Мелитопольская операция — с 26 сентября 1943 года по 5 ноября 1943 года.
- Никопольско-Криворожская наступательная операция — с 30 января 1944 года по 29 февраля 1944 года.
- Крымская наступательная операция — с 8 апреля 1944 года по 12 мая 1944 года.
- Белорусская операция «Багратион» — с 23 июня 1944 года по 29 августа 1944 года.
- Витебско-Оршанская операция — с 23 июня 1944 года по 28 июня 1944 года.
- Минская операция — с 29 июня 1944 года по 4 июля 1944 года.
- Вильнюсская наступательная операция — с 5 июля 1944 года по 20 июля 1944 года.
- Гумбиннен-Гольдапская операция — с 16 октября 1944 года по 27 октября 1944 года.
- Восточно-Прусская операция — с 13 января 1945 года по 25 апреля 1945 года.
  - Инстербургско-Кёнигсбергская операция — с 13 января 1945 года по 27 января 1945 года.
  - Восточно-Померанская операция — с 10 февраля 1945 года по 4 апреля 1945 года.
  - Кенигсбергская операция — с 6 апреля 1945 года по 9 апреля 1945 года.
  - Земландская операция — с 13 апреля 1945 года по 25 апреля 1945 года.

## Награды
- 74-й гвардейский штурмовой авиационный Сталинградский полк Указом Верховного Совета СССР от 6 июля 1944 года за успешное выполнение заданий командования в боях с немецкими захватчиками, за овладение городом и оперативно важным железнодорожным узлом Орша и проявленные при этом доблесть и мужество награждён орденом Красного Знамени[7].
- 74-й гвардейский штурмовой авиационный Сталинградский Краснознаменный полк Указом Верховного Совета СССР от 26 апреля 1945 года образцовое выполнение заданий командования в боях с немецкими захватчиками при овладении городом Хайлигенбайль и проявленные при этом доблесть и мужество награждён орденом Суворова III степени[8].

## Почетные наименования
- 74-й гвардейский штурмовой авиационный полк за проявленные доблесть и мужество при разгроме фашистских войск под Сталинградом Приказом НКО СССР № 207 от 04 мая 1943 года удостоен почётного наименования Сталинградский.

## Благодарности Верховного Главнокомандующего
Воинам полка в составе 1-й гвардейской штурмовой дивизии объявлены благодарности Верховного Главнокомандующего:
- За отличие в боях при овладении городом и железнодорожной станцией Мелитополь — важнейшим стратегическим узлом обороны немцев на южном направлении, запирающим подступы к Крыму и нижнему течению Днепра[9].
- За прорыв сильно укрепленной обороны немцев на их плацдарме южнее города Никополь на левом берегу Днепра, ликвидации оперативно важного плацдарма немцев на левом берегу Днепра и овладении районным центром Запорожской области — городом Каменка, а также занятием более 40 других населенных пунктов[10].
- За отличие в боях при прорыве сильно укрепленной обороны противника на Перекопском перешейке, овладении городом Армянск, выход к Ишуньским позициям, форсировании Сиваша восточнее города Армянск, прорыве глубоко эшелонированной обороны противника в озерных дефиле на южном побережье Сиваша и овладении важнейшим железнодорожным узлом Крыма — Джанкоем[11].
- За отличие в боях при овладении столицей Крыма городом Симферополь — основным опорным пунктом обороны противника, прикрывающим пути к портам южного побережья Крымского полуострова[12].
- За отличие в боях при овладении штурмом крепостью и важнейшей военно-морской базой на Чёрном море городом Севастополь[13].
- За отличие в боях при прорыве сильно укрепленной и развитой в глубину обороны Витебского укрепленного района немцев немцев, южнее города Витебск, на участке протяжением 30 километров, продвижении в глубину за два дня наступательных боев до 25 километров и расширении прорыва до 80 километров по фронту, освобождении более 300 населенных пунктов[14].
- За отличие в боях при овладении городом и оперативно важным железнодорожным узлом Орша — мощным бастионом обороны немцев, прикрывающим минское направление[15].
- За отличие в боях при овладении штурмом городом и крупным узлом коммуникаций Борисов — важным опорным пунктом обороны немцев, прикрывающим подступы к Минску[16].
- За отличие в боях при овладении столицей Советской Белоруссии городом Минск — важнейшим стратегическим узлом обороны немцев на западном направлении[17].
- За отличие в боях при овладении городом и крепостью Гродно — крупным железнодорожным узлом и важным укрепленным районом обороны немцев, прикрывающим подступы к границам Восточной Пруссии[18].
- За отличие в боях при форсировании реки Неман, прорыве сильно укрепленной обороны противника на западном берегу Немана, овладении городом и крупной железнодорожной станцией Мариамполь, важными узлами коммуникаций Пильвишки, Шостаков, Сейны[19].
- За отличие в боях при овладении городом и крепостью Каунас (Ковно) — оперативно важным узлом коммуникаций и мощным опорным пунктом обороны немцев, прикрывающим подступы к границам Восточной Пруссии[20].
- За прорыв обороны противника северо-западнее и юго-западнее города Шауляй (Шавли) и овладении важными опорными пунктами обороны немцев Телыпай, Плунгяны, Мажейкяй, Тришкяй, Тиркшляй, Седа, Ворни, Кельмы, а также овладении более 2000 других населенных пунктов[21]
- За отличие в боях при овладении мощными опорными пунктами обороны противника — Ширвиндт, Наумиестис (Владиславов), Виллюнен, Вирбалис (Вержболово), Кибартай (Кибарты), Эйдткунен, Шталлупенен, Миллюнен, Вальтеркемен, Пиллюпенен, Виштынец, Мелькемен, Роминтен, Гросс Роминтен, Вижайны, Шитткемен, Пшеросьль, Гольдап, Филипув, Сувалки и занятиим около 900 других населенных пунктов, из которых более 400 населенных пунктов на территории Восточной Пруссии[22].
- За отличие в боях при прорыве долговременной, глубоко эшелонированной обороны немцев в Восточной Пруссии и овладении штурмом укрепленными городами Пилькаллен, Рагнит и сильными опорными пунктами обороны немцев Шилленен, Лазденен, Куссен, Науйенингкен, Ленгветен, Краупишкен, Бракупенен, а также занятии с боями более 600 других населенных пунктов[23].
- За отличие в боях при овладении городами Восточной Пруссии Тильзит, Гросс-Скайсгиррен, Ауловенен, Жиллен и Каукемен — важными узлами коммуникаций и сильными опорными пунктами обороны немцев на кенигсбергском направлении[24].
- За отличие в боях при овладении городами в Восточной Пруссии городом Гумбиннен — важным узлом коммуникаций и сильным опорным пунктом обороны немцев на кенигсбергском направлении[25].
- За отличие в боях при овладении городом Инстербург — важным узлом коммуникаций и мощным укрепленным районом обороны немцев на путях к Кенигсбергу[26].
- За отличие в боях при овладении штурмом городами Вормдит и Мельзак — важными узлами коммуникаций и сильными опорными пунктами обороны немцев[27].
- За отличие в боях при овладении городом Хайлигенбайль — последним опорным пунктом обороны немцев на побережье залива Фриш-Гаф, юго-западнее Кёнигсберга[28].
- а отличие в боях при разгроме и завершении ликвидации окруженной восточно-прусской группы немецких войск юго-западнее Кёнигсберга[29].
- За отличие в боях при овладении крепостью и главным городом Восточной Пруссии Кенигсберг — стратегически важным узлом обороны немцев на Балтийском море[30].
- За отличие в боях при овладении последним опорным пунктом обороны немцев на Земландском полуострове городом и крепостью Пиллау — крупным портом и военно-морской базой немцев на Балтийском море[31].

## Отличившиеся воины

### Герои Советского Союза
- Апраксин Сергей Андреевич, гвардии младший лейтенант, старший лётчик 74-го гвардейского штурмового авиационного полка 1-й гвардейской штурмовой авиационной дивизии 1-й воздушной армии Указом Президиума Верховного Совета СССР от 29 июня 1945 года удостоен звания Герой Советского Союза. Золотая Звезда № 6297.
- Бузиков Фёдор Петрович, гвардии старший лейтенант, командир эскадрильи 74-го гвардейского штурмового авиационного полка 1-й гвардейской штурмовой авиационной дивизии 8-й воздушной армии Указом Президиума Верховного Совета СССР от 13 апреля 1944 года удостоен звания Герой Советского Союза. Посмертно.
- Бойцов, Филипп Степанович, гвардии старший лейтенант, командир звена 74-го гвардейского штурмового авиационного полка 1-й гвардейской штурмовой авиационной дивизии 1-й воздушной армии Указом Президиума Верховного Совета СССР от 23 февраля 1945 года удостоен звания Герой Советского Союза. Золотая Звезда № 6237.
- Викторов Григорий Петрович, гвардии старший лейтенант, командир эскадрильи 74-го гвардейского штурмового авиационного полка 1-й гвардейской штурмовой авиационной дивизии 1-й воздушной армии Указом Президиума Верховного Совета СССР от 19 апреля 1945 года удостоен звания Герой Советского Союза. Посмертно.
- Гамзин Владимир Васильевич, гвардии капитан помощник по Воздушно-Стрелковой Службе командира 74-го гвардейского штурмового авиационного полка Указом Президиума Верховного Совета СССР от 23 февраля 1945 года удостоен звания Герой Советского Союза. Золотая Звезда № 6249.
- Гавриш Иван Фомич, гвардии старший лейтенант, командир звена 74-го гвардейского штурмового авиационного полка 1-й гвардейской штурмовой авиационной дивизии 1-й воздушной армии Указом Президиума Верховного Совета СССР от 19 апреля 1945 года удостоен звания Герой Советского Союза. Золотая Звезда № 6236.
- Жихарев Василий Дмитриевич, гвардии майор, командир эскадрильи 74-го гвардейского штурмового авиационного полка 1-й гвардейской штурмовой авиационной дивизии 8-й воздушной армии Указом Президиума Верховного Совета СССР от 13 апреля 1944 года удостоен звания Герой Советского Союза. Золотая Звезда № 1278.
- Ивченко Владимир Иванович, гвардии старший лейтенант, командир звена 74-го гвардейского штурмового авиационного полка 1-й гвардейской штурмовой авиационной дивизии 1-й воздушной армии Указом Президиума Верховного Совета СССР от 19 апреля 1945 года удостоен звания Герой Советского Союза. Золотая Звезда № 6206.
- Иванов Сергей Андреевич, гвардии лейтенант, командир звена 74-го гвардейского штурмового авиационного полка 1-й гвардейской штурмовой авиационной дивизии 1-й воздушной армии Указом Президиума Верховного Совета СССР от 29 июня 1945 года удостоен звания Герой Советского Союза. Золотая Звезда № 6295.
- Коломоец Андрей Филиппович, гвардии лейтенант, заместитель командира эскадрильи 74-го гвардейского штурмового авиационного полка 1-й гвардейской штурмовой авиационной дивизии 8-й воздушной армии Указом Президиума Верховного Совета СССР от 26 октября 1944 года удостоен звания Герой Советского Союза. Золотая Звезда № 4720.
- Каприн Дмитрий Васильевич, гвардии капитан, командир эскадрильи 74-го гвардейского штурмового авиационного полка 1-й гвардейской штурмовой авиационной дивизии 1-й воздушной армии Указом Президиума Верховного Совета СССР от 19 апреля 1945 года удостоен звания Герой Советского Союза. Золотая Звезда № 6140.
- Лысенко, Иван Иосифович, гвардии старший лейтенант, заместитель командира эскадрильи 74-го гвардейского штурмового авиационного полка 1-й гвардейской штурмовой авиационной дивизии 1-й воздушной армии Указом Президиума Верховного Совета СССР от 23 февраля 1945 года удостоен звания Герой Советского Союза. Золотая Звезда № 6222.
- Макаров Константин Васильевич, гвардии старший лейтенант, командир звена 74-го гвардейского штурмового авиационного полка 1-й гвардейской штурмовой авиационной дивизии 8-й воздушной армии Указом Президиума Верховного Совета СССР от 23 февраля 1945 года удостоен звания Герой Советского Союза. Золотая Звезда № 6128.
- Мален Арсений Антонович, гвардии капитан, командир эскадрильи 74-го гвардейского штурмового авиационного полка 1-й гвардейской штурмовой авиационной дивизии 8-й воздушной армии Указом Президиума Верховного Совета СССР от 23 февраля 1945 года удостоен звания Герой Советского Союза. Золотая Звезда № 6136.
- Маслов Александр Петрович, гвардии младший лейтенант, старший лётчик 74-го гвардейского штурмового авиационного полка 1-й гвардейской штурмовой авиационной дивизии 1-й воздушной армии Указом Президиума Верховного Совета СССР от 19 апреля 1945 года удостоен звания Герой Советского Союза. Посмертно.
- Мебагишвили Карл Александрович, гвардии лейтенант, командир звена 74-го гвардейского штурмового авиационного полка 1-й гвардейской штурмовой авиационной дивизии 1-й воздушной армии Указом Президиума Верховного Совета СССР от 29 июня 1945 года удостоен звания Герой Советского Союза. Золотая Звезда № 6348.
- Николаев Иван Александрович, гвардии лейтенант, командир звена 74-го гвардейского штурмового авиационного полка 1-й гвардейской штурмовой авиационной дивизии 1-й воздушной армии Указом Президиума Верховного Совета СССР от 29 июня 1945 года удостоен звания Герой Советского Союза. Золотая Звезда № 6298.
- Овсянников, Дмитрий Никитович, гвардии лейтенант, командир звена 74-го гвардейского штурмового авиационного полка 1-й гвардейской штурмовой авиационной дивизии 1-й воздушной армии Указом Президиума Верховного Совета СССР от 19 апреля 1945 года удостоен звания Герой Советского Союза. Золотая Звезда № 6127.
- Окрестин Борис Семёнович, гвардии старший лейтенант, заместитель командира эскадрильи 74-го гвардейского штурмового авиационного полка 1-й гвардейской штурмовой авиационной дивизии 8-й воздушной армии Указом Президиума Верховного Совета СССР от 13 апреля 1944 года удостоен звания Герой Советского Союза. Золотая Звезда № 3370.
- Покликушкин Александр Васильевич, гвардии лейтенант, командир звена 74-го гвардейского штурмового авиационного полка 1-й гвардейской штурмовой авиационной дивизии 8-й воздушной армии Указом Президиума Верховного Совета СССР от 1 июля 1944 года удостоен звания Герой Советского Союза. Золотая Звезда № 3723.
- Поляков Павел Яковлевич, гвардии старший лейтенант, командир звена 74-го гвардейского штурмового авиационного полка 1-й гвардейской штурмовой авиационной дивизии 8-й воздушной армии Указом Президиума Верховного Совета СССР от 23 февраля 1945 года удостоен звания Герой Советского Союза. Золотая Звезда не вручена в связи с гибелью.
- Путилин Михаил Тихонович, гвардии майор, командир эскадрильи 74-го гвардейского штурмового авиационного полка 1-й гвардейской штурмовой авиационной дивизии 1-й воздушной армии Указом Президиума Верховного Совета СССР от 29 июня 1945 года удостоен звания Герой Советского Союза. Золотая Звезда № 6121.
- Сафонов Фёдор Матвеевич, гвардии младший лейтенант, старший лётчик 74-го гвардейского штурмового авиационного полка 1-й гвардейской штурмовой авиационной дивизии 1-й воздушной армии Указом Президиума Верховного Совета СССР от 29 июня 1945 года удостоен звания Герой Советского Союза. Золотая Звезда № 6338.
- Фонарёв Иван Петрович, гвардии старший лейтенант, командир звена 74-го гвардейского штурмового авиационного полка 1-й гвардейской штурмовой авиационной дивизии 1-й воздушной армии Указом Президиума Верховного Совета СССР от 29 июня 1945 года удостоен звания Герой Советского Союза. Золотая Звезда № 6334.
- Шпильков Григорий Андреевич, гвардии младший лейтенант, лётчик 74-го гвардейского штурмового авиационного полка 1-й гвардейской штурмовой авиационной дивизии 1-й воздушной армии Указом Президиума Верховного Совета СССР от 29 июня 1945 года удостоен звания Герой Советского Союза. Золотая Звезда № 6287.

### Кавалеры ордена Славы трёх степеней
- Асеев, Михаил Ильич, гвардии старшина, воздушный стрелок 74-го гвардейского штурмового авиационного полка.
- Береза, Григорий Пантелеевич,гвардии старшина, воздушный стрелок 74-го гвардейского штурмового авиационного полка.
- Дузь, Иван Филиппович, гвардии старшина, старший воздушный стрелок 74-го гвардейского штурмового авиационного полка
- Моисеев, Василий Андреевич, гвардии старшина, старший воздушный стрелок 74-го гвардейского штурмового авиационного полка.
- Нефёдов, Георгий Николаевич, гвардии старший сержант, воздушный стрелок — радист 74-го гвардейского штурмового авиационного полка.
- Обухов, Фёдор Михайлович, гвардии старшина, воздушный стрелок — радист 74-го гвардейского штурмового авиационного полка.
- Самков, Василий Иванович, гвардии старший сержант, воздушный стрелок 74 гвардейского штурмового авиационного полка.
- Сидоренко, Виталий Васильевич, гвардии старшина, воздушный стрелок 74 гвардейского штурмового авиационного полка.
- Турбин, Николай Алексеевич, гвардии старший сержант, воздушный стрелок — радист 74 гвардейского штурмового авиационного полка.
- Чмиль, Иван Григорьевич, гвардии старший сержант, воздушный стрелок 74 гвардейского штурмового авиационного полка.
- Шалимов, Григорий Семёнович, гвардии сержант, воздушный стрелок 74 гвардейского штурмового авиационного полка.

## Воины полка, совершившие огненный таран
Огненный таран совершили:
- 29 сентября 1942 года лётчик 1-й эскадрильи старший сержант Веденин Иван Прокофьевич, выполняя боевое задание в Сталинграде, посмертно награждён 23.10.1942 г. орденом Красного Знамени.
- 20 августа 1943 года лётчик гвардии младший лейтенант Песигин Василий Алексеевич и стрелок-радист	гвардии младший сержант Шамо Иван Захарович.
- 5 июля 1944 года экипаж в составе командира звена гвардии лейтенанта Березина Ивана Васильевича и воздушного стрелка гвардии старшего сержанта Кастрицкого Василия Игнатьевича. Командир экипажа награждён орденом Отечественной войны I степени (20.08.1944 г.).
- 5 июля 1944 года командир эскадрильи Герой Советского Союза гвардии старший лейтенант Окрестин Борис Семёнович и воздушный стрелок гвардии старшина Солодухин Виктор Леонтьевич в 20 километрах юго-восточнее Минска, направили горящий самолёт на скопление войск противника. Приказом 1 воздушной армии № 51/н от 20 августа 1944 года Окрестин Б. С. посмертно награждён орденом Отечественной войны I степени.

## Базирование полка
| Период                  | Место базирования                          |
| ----------------------- | ------------------------------------------ |
| 01.1945 — 25.01.1945    | Винцы , Восточная Пруссия.                 |
| 25.01.1945 — 04.1945    | Инстербург (Черняховск), Восточная Пруссия |
| 14.02.1945 — 09.08.1945 | Растенбург , Восточная Пруссия             |
| 09.08.1945 — 04.1960    | Лида, Гродненская область                  |